# Trades Union Congress
O Trades Union Congress (TUC) é um sindicato nacional central, uma federação de sindicatos do Reino Unido, que representam a maior parte dos sindicatos. Foi fundado em 1868 e atualmente há cinquenta e oito sindicatos filiados, com um total de cerca de 6,5 milhões de membros.
O órgão decisório do TUC é o Congresso Anual, que ocorre em setembro. As decisões são tomadas pelo Conselho Geral nos congressos, que se reúne a cada dois meses. O Comitê Executivo é eleito pelo Conselho a partir de seus membros.